# Cybaeus kawabensis
Espèce
Cybaeus kawabensis est une espèce d'araignées aranéomorphes de la famille des Cybaeidae.

## Distribution
Cette espèce est endémique de la préfecture de Kumamoto sur Kyūshū au Japon,. Elle se rencontre dans le district de Kuma.

## Description
Le mâle holotype mesure 4,06 mm et la femelle paratype mesure 5,10 mm.

## Étymologie
Son nom d'espèce, composé de kawab[e] et du suffixe latin -ensis, « qui vit dans, qui habite », lui a été donné en référence au lieu de sa découverte, la rivière Kawabe.

## Publication originale
- Irie & Ono, 2002 : A new species of the genus Cybaeus (Araneae, Cybaeidae) from Kumamoto Prefecture, Japan, with a description of the male of Cybaeus uenoi. Bulletin of the National Museum of Nature and Science, Tokyo, sér. A, vol. 28, no 3, p. 123-127 (texte intégral).